# Liste der Naturschutzgebiete in Pforzheim
Im Stadtkreis Pforzheim gibt es 3 Naturschutzgebiete. Die Naturschutzgebiete Felsenmeer und Mangerwiese-Wotanseiche befinden sich ausschließlich auf Pforzheimer Gebiet. Das Gebiet Unteres Würmtal liegt größtenteils ebenfalls in Pforzheim, aber auch der Enzkreis hat Anteile daran. 
| Name                          | Bild | Kennung            | Einzelheiten | Position | Fläche Hektar | Datum         |
| ----------------------------- | ---- | ------------------ | --- | -------- | ------------- | ------------- |
| Felsenmeer                    |      | 2.033 WDPA: 81653  | Pforzheim Erhaltung der Oberflächengestalt des blockreichen Buntsandsteinhanges und Sicherung einer naturnahen Entwicklung des Buchen-Eichen-Tannenwaldes als Standort einer ehemals weitverbreiteten und charakteristischen Pflanzengesellschaft des Schwarzwaldes. | ⊙        | 5,6           | 23. Jan. 1978 |
| Mangerwiese-Wotanseiche       |      | 2.167 WDPA: 164563 | Pforzheim Verschiedenartige Standorte auf anthropogen überformtem Gelände (Truppenübungsplatz); Naß-, Feucht- und wechselfeuchte Wiesen, Kleingewässer, Hochstaudenfluren und Feuchtgebüsche neben basenarmen Magerstandorten, Wälder, Gehölzsäume und Gebüsche; Lebensraum einer typischen Tier- und Pflanzenwelt mit ihrer wechselseitigen Abhängigkeit, insbesondere Schmetterlinge, Vögel und Amphibien; die natürliche Sukzession soll wissenschaftlich beobachtet werden. | ⊙        | 65,4          | 13. Okt. 1993 |
| Unteres Würmtal               |      | 2.189 WDPA: 166029 | Pforzheim, Neuhausen (Enzkreis) Unterlauf der Würm mit natürlichem Geröllbett; Feuchtwiesen und Hochstaudenfluren im Auen- und Uferbereich, bachbegleitende Erlen- und Weidengehölze, laubholzreiche Tannen-Rotbuchen-Wälder an den Talflanken, Blockhalden und Klingen. | ⊙        | 158,5         | 17. Aug. 1995 |
| Legende für Naturschutzgebiet |      |                    | |          |               |               |